# Game Boy Advance SP
La Game Boy Advance SP, frecuentemente abreviada como GBA SP, es una consola de videojuegos portátil fabricada por Nintendo y lanzada al mercado en marzo de 2003. Básicamente es un rediseño de la Game Boy Advance, con varias funciones añadidas como batería o pantalla iluminada. Es totalmente compatible con todas sus antecesoras (excepto si se desea jugar con el cartucho de Game Boy Camera, pues pese a que es compatible, la ranura de la consola donde se insertan los cartuchos dificulta la toma de fotografrías).
Las siglas SP hacen referencia a "Special Project" (en español Proyecto Especial), término aclarado por Nintendo en su página web de atención al cliente.

## Cambios respecto a la Game Boy Advance
- Su carcasa es plegable, reduciendo su tamaño, aproximadamente, a la mitad cuando está plegada.
- Pantalla frontalmente iluminada, con opción a apagar la iluminación.
- Batería de ion litio recargable, de duración estimada de 10 o 15 horas dependiendo del uso de la iluminación.
- El adaptador de auriculares cambia el extendido minijack a un puerto propio que coincide con el puerto de alimentación.

Hasta esta versión, Nintendo siempre había negado la posibilidad de implementar pantalla iluminada y batería recargable por motivos de costo. Pero debido a los avances técnicos desde que el modelo original vio la luz, era posible adaptar la nueva versión para tener pantalla iluminada y batería recargable por el mismo precio del original en 2001 ($99,99). Sin embargo, algunos sospechan que el verdadero motivo puede haber sido la necesidad de responder al producto Afterburner, de Triton Labs, un kit de iluminación frontal de la GBA original para llevar una luz sin una pérdida de duración de la batería.
El nuevo diseño de la carcasa tiene la ventaja de que reduce la exposición de la pantalla mientras no se está usando la consola, reduciendo el riesgo de rasguños.
Tardíamente apareció sólo para el mercado europeo y americano una versión de la Game Boy Advance SP 'Brighter' (más brillante). Ésta, en lugar de incorporar iluminación frontal (FrontLightUnit) incorporaba retroiluminación (BackLightUnit).

## Características técnicas
- Tamaño (cerrado): Altura de 84.6 mm, ancho de 82 mm y una profundidad 24.3 mm.
- Pantalla (diagonal): 2.9" LCD (TFT) color reflexivo de 32.768 colores y 240x160 píxeles, con luz frontal (en la versión Brighter, luz trasera).
- Peso: 143 g.
- Energía: Batería recargable de ion de litio, 700 mAh.
- Duración de la batería: hasta 10 horas con la luz encendida, hasta 18 horas con la luz apagada. Tiempo de recarga de 3 horas.
- Colores principales (original): Plata, negro, azul.
- Colores principales (versión Brighter):  Azul perla, grafito, y aljofara (rosa).

Las ediciones especiales con otros colores son: Flame Red (rojo brillante), Arctic Blue (azul claro), Tribal Edition (plateado con serigrafía tribal), Classic NES Edition (plateado con serigrafía imitando la NES), Pink Edition (rosa), Zelda Limited Edition (dorada con serigrafía de trifuerza), Mario Limited Edition (roja y plateado con serigrafía del logotipo de Mario), Kingdom Hearts Edition (plateado y negro con serigrafías), y las distintas ediciones de Pokémon.
La GBA SP es aproximadamente de la mitad del tamaño de la GBA cuando está cerrada y con una altura de la Game Boy Color de Nintendo cuando está abierta. El diseño de la cubierta de la GBA protege la pantalla contra los rasguños y el polvo, conectores e indicadores en la pantalla. Sin embargo, los materiales que forman la cubierta la hacen propensa a recibir leves rasguños frente a sus antecesoras.

## Especificaciones técnicas internas
- Procesadores: CARM7TDMI RISC de 32 bits [Arquitectura ARM] a 16 MHz (juegos GBA) y LR35902+ CISC custom (basado en el 8080 y en el Z80) a 4.194304 MHz (juegos GB).
- Memoria: 32 kilobits+96 kilobits de VRAM (CPU interna), 256 kilobits de WRAM (CPU externa).
- Resolución: 240 x 160 pixeles.
- Color: Puede exhibir 511 colores simultáneos en modo de carácter y 32.768 colores simultáneos en modo a memoria de imagen.
- Software: Retrocompatible con juegos de Game Boy, Game Boy Color, y Game Boy Advance, posibilidad de conexión a ellas mediante cable link.

## Auriculares

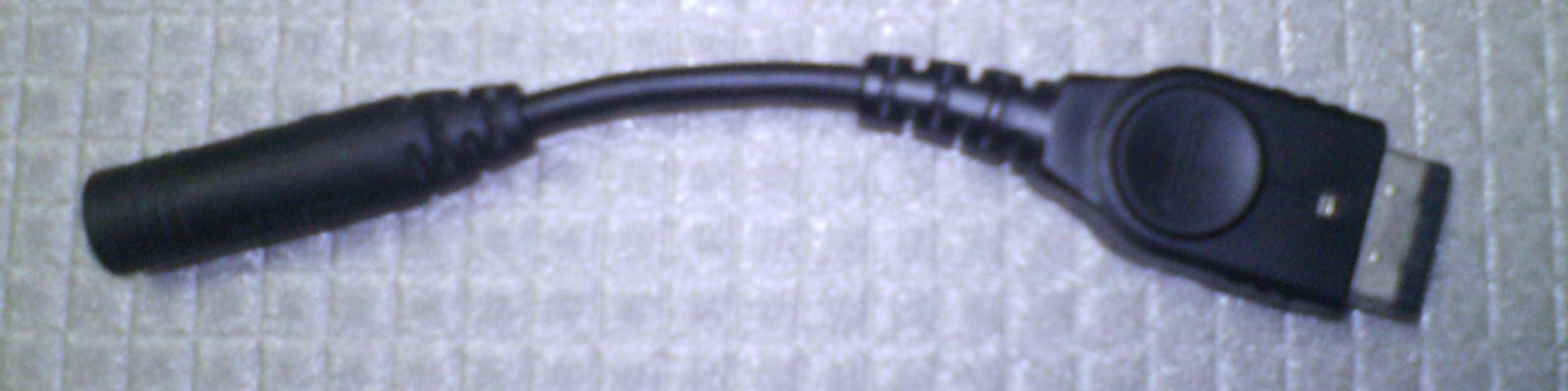
Adaptador de auriculares para la Game Boy Advance SP.

Debido a las limitaciones de la forma, Nintendo quitó el auricular que había sido incluido en todos los modelos anteriores de la Game Boy. Los auriculares diseñados específicamente para el SP de GBA pueden ser comprados o los auriculares estándares se pueden unir con un adaptador opcional de enchufes en el mismo puerto del adaptador de la CA. Esta decisión fue criticada extensamente, porque algunos jugadores tuvieron aversión por tener que pagar $4.25 USD para comprar un adaptador.
El adaptador del auricular se puede encontrar en el almacén en línea norteamericano de Nintendo, y está disponible para la compra en almacenes de Japón y Europa. Además, Majesco desarrolló los auriculares estéreos oficialmente licenciados de la Game Boy SP con enchufes directamente en el puerto sin la necesidad de un adaptador.

## Batería
La batería original es de iones de litio (Li-ion) de 3,7v y 700 mAh. Es de una composición similar a la que incluyen la mayoría de los teléfonos móviles. Su duración aproximada es de 18 horas con la luz frontal apagada y 10 horas con ella encendida. 
La autonomía de la batería del nuevo modelo retroiluminado (Game Boy Advance SP Brighter) es de aproximadamente 13 horas en el ajuste “bajo” y 8 horas con el ajuste “alto”. La luz del SP retroiluminado se puede ajustar con el uso de un botón con la muesca de un sol en el centro superior del control del SP. En la GBA SP original, este botón solo apaga y enciende la iluminación.
Nintendo anunció que los avances tecnológicos permitieron que la GBA SP incluyera una pantalla iluminada y batería recargable. Lanzó al mismo precio de la GBA original ($99.99 USD). Una motivación adicional que pudo haber sido una necesidad de responder al kit lanzado en el mercado con diversos accesorios para la Game Boy Advance de los laboratorios de Tritón, que demostró que la GBA original podía tener una luz interna con una vida aceptable de la batería.
Actualmente existen kits de terceros que permiten instalar en la GBA SP una batería de capacidades mayores (como 850 o 900 mAh) que permitiría dotar a la consola de una mayor autonomía.

## Compatibilidad Regional
Debido a que el Game Boy Advance no es un medio dependiente de la toma eléctrica ni de las normas de televisores, ya que posee un display LCD propio y ya sea el modelo original como el Micro o el SP no dependen directamente de la toma eléctrica (aun cuando este último necesite ser recargado mediante la toma de electricidad), la compatibilidad regional es total, esto es, no existen diferentes normas de colores o trasmisión (como existen por ejemplo en las consolas de sobremesa), con lo cual se asegura que un juego comprado en cualquier parte del mundo funcione en una consola comprada en cualquier otra parte del mundo.
A modo de aclaración podemos tomar un videojuego de Game Boy Advance comprado en dos partes del mundo diferentes, estos diferirán en mayor o menor medida por las condiciones idiomáticas que posean (tanto de textos dentro del juego como de embalaje) y no por códigos de regiones o normas de colores (por lo explicado anteriormente), a diferencia de las consolas de sobremesa las cuales no sólo por los medios que utilizan (CD, DVD, Blu-Ray, etc.), sino porque dependen de un televisor con norma fija que difiere país a país y también dependiendo de la región la fuente eléctrica recibirá un voltaje diferente (220v, 110v, etc.), esto hace que las consolas de sobremesa sean "dependientes de la región", a diferencia de las portátiles (al menos de las de Nintendo).

## Reinicio en caliente
Tanto la consola GBA como la GBA SP tienen dos formas de ser reiniciadas: de forma analógica o digital. La primera (analógica) consiste en deslizar el interruptor de encendido/apagado para apagar la consola y a continuación volverla a encender. La segunda (digital), que es desconocida por gran parte de sus usuarios, consiste en presionar la combinación de teclas START + SELECT + A + B a la vez, la cual provoca el reinicio en caliente. 
Otro uso de esta combinación se da en los cartuchos con más de un juego (p.ej. Final Fantasy I & II: Dawn of Souls) es permitir al usuario cambiar entre los distintos juegos almacenados en el cartucho. Adicionalmente, en el caso del juego Yggdra Union, esta combinación sirve para reiniciar los mapas.

## Versión retroiluminada
En Japón en enero de 2005, en Europa en marzo de 2005 y Norteamérica en septiembre de 2005, alrededor de la época del lanzamiento de la Game Boy Micro, Nintendo lanzó una versión mejorada de la Game Boy Advance SP que ofrecía retroiluminación (luz trasera) en vez de la luz frontal. Además, permite ajustar el brillo a dos niveles: bajo o alto. 
Oficialmente Nintendo no utilizó una denominación diferente para distinguir entre la versión antigua y la nueva. Se pueden distinguir por la caja, que indica con el mensaje “con una pantalla retroiluminada MÁS BRILLANTE!” el nuevo modelo. De forma no oficial este modelo se ha conocido como Brighter o SP Lite (nombrado así debido al lanzamiento del DS Lite) o simplemente SP2 (por ser una segunda versión). Otra forma de distinguir la versión retroiluminada (BackLight) de la de iluminación frontal (FrontLight) es mediante el modelo de la consola, los modelos son AGS-101 y AGS-001 respectivamente.
Esta segunda edición está disponible en tres colores: azul perla, grafito, y aljofara (rosa). Además dispone de diferentes ediciones especiales, como la de Bob Esponja, la de Pokémon (roja con Charizard serigrafiado, otra verde con Venusaur y otra amarilla con Pikachu).

## Críticas

### Luz frontal
En general, la luz frontal tuvo gran aceptación entre el público, ya que supuso un gran cambio respecto a sus antecesoras al poder jugar en condiciones de baja luminosidad.
Pero la luz frontal también suscitó polémica debido a varios defectos en su diseño. Al incorporar luz frontal (en vez de luz trasera como en la mayoría de pantallas LCD), provoca efectos de refracción que muestran una débil imagen “fantasma” sobre el cristal. Esto es notorio sobre todo en contrastes de blanco sobre negro (p.ej. una caja de texto). Para paliar este defecto, Nintendo lanzó la segunda versión de la GBA SP Brighter con retroiluminación (luz trasera). Un lanzamiento que también ha sido blanco de algunas críticas, que hablan de colores demasiado brillantes o saturados.

### Ranura del cartucho
Otros problemas menores recaen sobre la ranura del cartucho, situada en la parte inferior de la GBA SP. El sensor de inclinación en juegos como Kirby no funciona adecuadamente al haber sido diseñado para Game Boy Color (cartucho en la zona superior). Sin embargo, otros juegos más recientes con este sensor, como Yoshi Topsy Turby y Wario Ware: Twisted! funcionan correctamente, ya que ambos juegos fueron diseñados para calibrarse automáticamente según la orientación del cartucho. Además, algunos diseños del lector electrónico fueron pensados solo para Game Boy Advance, por lo que al utilizarlos en GBA SP, los enganches del puerto del acoplamiento están hacia fuera y la unidad muestra desequilibrios.

### Diseño
El diseño de tapa fue bien aceptado ya que ofrece mayor protección a la pantalla. Pero también surgieron algunas negativas sobre la forma de la consola: muchos jugadores piensan que la mitad inferior, donde se localizan los controles, es demasiado pequeña y causan calambres de la mano después de muchas horas de juego. Ésta era también una crítica común en modelos anteriores como la Game Boy y ha popularizado la disposición horizontal de Game Boy Advance en consolas portátiles posteriores (como la sucesora, Game Boy Micro, la Nintendo DS, o la PSP de Sony), haciendo que la disposición tradicional del estilo de la Game Boy tienda a desaparecer.

## Ediciones especiales
Inicialmente la Advance SP se lanzó en tres colores: azul, negro y plata, pero han sido lanzadas distintas versiones como la Classic NES (que imita a la veterana consola NES), la Tribal Edition (con motivos tribales), La edición Kingdom Hearts (de color negro con serigrafía del juego), distintas ediciones relacionadas con la saga Pokémon y la GBA SP Girl Edition (en color rosa), cuyo propósito era atraer al mercado femenino. También se lanzaron otras dos versiones con distintos juegos en modo pak: la versión de The Legend of Zelda, de color dorado y con el símbolo de la Trifuerza que se vendía junto al juego The Legend of Zelda: The Minish Cap; y la versión de Super Mario, de color rojo y azul con la "M" de Mario dibujada y que se vendía con el juego Mario vs. Donkey Kong.

### Ediciones especiales de Pokémon
Existen un total de 8 modelos:
1. Game Boy Advance SP Pokémon Center Torchic (2003).
2. Game Boy Advance SP Pokémon Center Groudon (2003).
3. Game Boy Advance SP Pokémon Center Kyogre (2003).
4. Game Boy Advance SP Pokémon Center Charizard (2004).
5. Game Boy Advance SP Pokémon Center Venusaur (2004).
6. Game Boy Advance SP Chinese Pikachu Edition (2004).
7. Game Boy Advance SP Pokémon Center Pikachu (2005).
8. Game Boy Advance SP Pokémon Center Rayquaza (2005).

## Prototipo
Fue usado como prototipo para poder almacenar juegos en 3D, pero fue cancelado debido a la baja resolución de la pantalla LCD, que hacía poco apreciable el 3D y encarecía el precio. Todo esto generó temor a un posible fracaso, de ahí su cancelación. Siete años después, la Nintendo 3DS incorporó esta característica.